# (16560) Daitor
(16560) Daitor, désignation internationale (16560) Daitor, est un astéroïde troyen jovien.

## Description
(16560) Daitor est un astéroïde troyen jovien, camp troyen, c'est-à-dire situé au point de Lagrange L5 du système Soleil-Jupiter. Il présente une orbite caractérisée par un demi-grand axe de 5,059 UA, une excentricité de 0,040 et une inclinaison de 15,3° par rapport à l'écliptique.
Il est nommé en référence au personnage de la mythologie grecque Daitor, acteur du conflit légendaire de la guerre de Troie.

## Compléments